# Unterhaching
Unterhaching este o comună din districtul München, regiunea administrativă Bavaria Superioară, landul Bavaria, Germania.

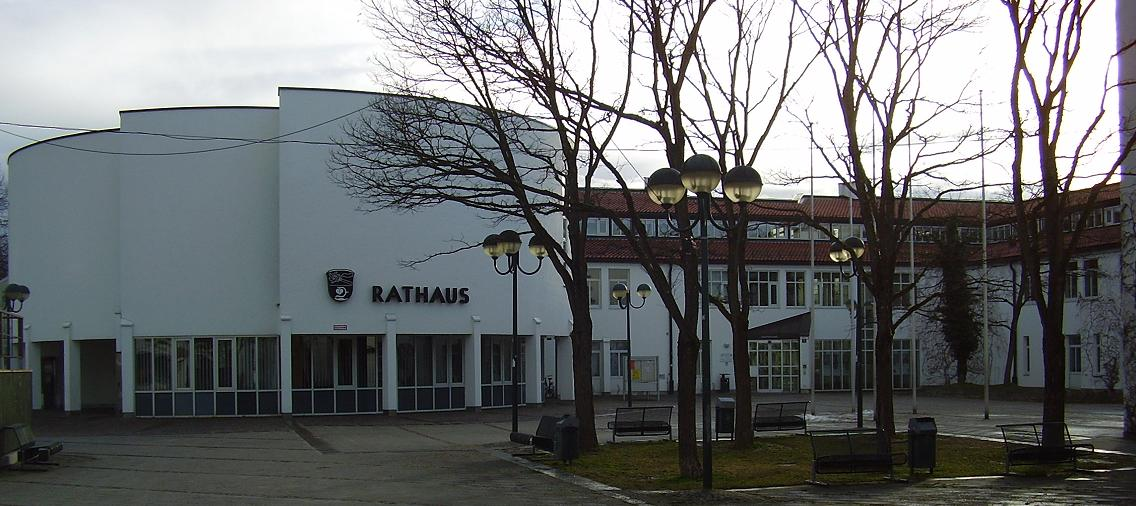
Unterhaching
(Primăria)